# Gulos

Skillnaden mellan D- och L-gulos

Gulos är en hexos, en monosackarid med sex kolatomer i en kedja. Den har molekylformeln C6H12O6 och molmassan 180,156 g/mol. Det är en sällsynt sockerart, men produceras av flera mikroorganismer i olika fylogenetiska grupper inklusive arkéer och bakterier.